# Drosophila talasica
Drosophila talasica är en tvåvingeart som beskrevs av Gornostayev 1991. Drosophila talasica ingår i släktet Drosophila och familjen daggflugor.
Artens utbredningsområde är Kazakstan.